# نصل أوكام

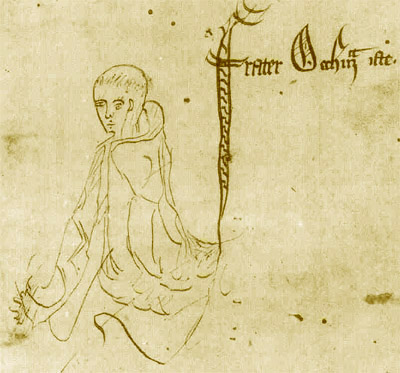
وليام الأوكامي في مخطوطة

نصل أوكام أو شفرة أوكام (باللاتينية: novacula Occami) أو قانون التقتير (باللاتينية: lex parsimoniae) هو مبدأ لحل المشاكل ينص على أنه «لا ينبغي الإكثار من شيء إذا لم تقتضي الضرورة ذلك»، أو بعبارة أخرى، أبسط الحلول هو الحل الصحيح في أغلب الأحوال. تُنسب تلك الفكرة إلى الراهب الفرنسيسكاني الإنجليزي وليام الأوكامي (1287–1347)، وهو لاهوتي وفيلسوف ينتمي للمدرسة السكولاستية حاول الدفاع عن فكرة المعجزات الإلهية بإعطاء الأولوية لأبسط التفسيرات. يرى هذا النصل الفلسفي أنه عندما تقابلنا فرضيتان متنافستان تأولان إلى نفس النتائج، علينا أن نختار الفرضية التي تقدم أقل عدد من الافتراضات، ولكن ذلك لا يعني أن نطبق نفس المبدأ على الفرضيات التي تتنبأ بنتائج مختلفة.
يُستخدم نصل أوكام في العلوم بصفة مشابهة باعتباره حدسًا استدلاليًا لتطوير النماذج النظرية عوضًا عن اتخاذه حَكمًا صارمًا عند اختيار نموذج من بين عدة نماذج مرشحة. فالمنهج العلمي لا يعتبر نصل أوكام مبدأ من مبادئ المنطق التي لا تقبل الجدل أو نتيجة علمية، بل إن إعطاء الأولوية للتفسيرات البسيطة يستند إلى معيار قابلية الدحض. إذ أن كل تفسير مقبول لظاهرة ما يقابله عدد لانهائي من التفسيرات البديلة المحتملة التي تتسم بكونها أكثر تعقيدًا. ونظرًا إلى أنه يمكن اختلاق فرضيات مخصصة لجعل التفسيرات الفاشلة غير قابلة للدحض، يحبذ العلماء دائمًا النظريات البسيطة عوضًا عن التفسيرات المعقدة لأنها أكثر قابلية للاختبار.

## تعليلات

### من منطلق جمالي
قبل القرن العشرين، شاع الاعتقاد بأن الطبيعة ذاتها تتسم بالبساطة ولذا فمن المرجح أن الفرضيات الأكثر بساطة بشأن الطبيعة صحيحة. كانت تلك الفكرة متأصلة بشدة في القيمة الجمالية التي يسندها الفكر البشري للبساطة، وكانت التعليلات المُقترحة لها مُشتقة من علم الإلهيات في العادة. استعان توما الأكويني بتلك الحجة في القرن الثالث عشر قائلًا: «إذا كان بالإمكان فعل شيء بواسطة شيء واحد، فلا داعي إذًا لفعله بعدة أشياء؛ إن لاحظت فسترى أن الطبيعة لا تسخر أداتين إذا كانت واحدة فقط تكفي».
ومع بداية القرن العشرين، اكتسبت التعليلات المعرفية القائمة على الاستقراء، والمنطق، والبراغماتية، وعلم الاحتمالات بصفة خاصة شهرة أكبر في أوساط الفلاسفة.

### من منطلق تجريبي
حظي نصل أوكام بتأييد قوي مدعوم بالأدلة التجريبية فيما يتعلق باختيار النظرية الأفضل.
تواجه العلوم التجريبية مشكلة شائعة، وهي إفراط النماذج في مواءمة البيانات، حيث تتأثر النماذج المعقدة بشكل مفرط من الضجيج الإحصائي (وهي مشكلة تُعرف بالمفاضلة بين الانحياز والتباين)، بينما تتفوق النماذج البسيطة على النماذج المعقدة في اكتشاف الأنماط الكامنة وبالتالي لها قدرة أفضل على التنبؤ. ومع ذلك يصعب تحديد الجزء المسؤول عن الضجيج في البيانات في كثير من الأحيان.

### اختبار النصل
من السهل اختبار صحة نصل أوكام من حيث المبدأ بالتجربة، إذ أنه ينص على أن «التفسيرات الأبسط أفضل في العادة من التفسيرات المعقدة طالما كانت جميع العوامل الأخرى متساوية»، أو بعبارة أخرى، الفرضيات الأبسط أفضل في العادة من الفرضيات المعقدة. ولكي نتحقق من مدى صحة المقولة الأولى علينا أن نقارن تاريخ أداء التفسيرات البسيطة بتاريخ أداء التفسيرات المعقدة نسبيًا. وإذا اعتبرنا أن المقولة الأولى تعبر عن نصل أوكام، فلا بد من أن نرفض صحته من حيث المبدأ إذا كانت التفسيرات المعقدة تثبت صحتها بوتيرة أكبر من التفسيرات البسيطة (في حين أن الحالة المعاكسة سوف تدفعنا لتأييده). وإذا اعتبرنا أن المقولة الثانية تعبر عن نصل أوكام، فالطريقة التي يمكن إثبات صحة نصل أوكام بها هو أن تتنبأ الفرضيات البسيطة بنتائج صحيحة في أغلب الأحوال.
في بعض الأحيان لا بد من جعل الأمور أكثر تعقيدًا حتى يظل التحيز العام لصالح التفسير الأبسط قائمًا. ولفهم السبب وراء ذلك، علينا أن ندرك أن لكل تفسير مقبول لظاهرة معينة عدد لانهائي من التفسيرات البديلة المحتملة التي تتسم بكونها أكثر تعقيدًا والتي يتضح خطأها في نهاية المطاف. وذلك لأنه بوسع أي أحد أن يختلق فرضية مخصصة لإنقاذ أحد التفسيرات الفاشلة. وتلك الفرضيات الارتجالية ما هي إلا محاولة لصد الهجمات عن النظريات الفاشلة وجعلها غير قابلة للدحض. وليس ثمة أي معيار تجريبي آخر من شأنه أن يستبعد تلك التفسيرات دائمًا بما في ذلك معيار توافق الأدلة. ومن هنا نستنتج أن لكل تفسير صحيح ثمة عدة تفسيرات خاطئة تتسم بالبساطة، وكذلك عدد لانهائي من التفسيرات الخاطئة التي تتسم بكونها أكثر تعقيدًا. ولكن إذا كان ثمة ما يبرر إضافة فرضية مخصصة لغرض معين، فلا بد من أن يكون التحقق من نتائجها الضمنية ممكنًا.
بعبارة أخرى، من المحتمل أن تكون أي نظرية جديدة وأكثر تعقيدًا نظرية صحيحة. فعلى سبيل المثال، إذا زعم أحدهم أن كائنات الليبريكان الخيالية هي المسؤولة عن كسر المزهرية وليس هو، فأول ما سيخطر في بالنا هو أنه مخطئ، ولكن بوسع هذا الشخص أن يستمر في طرح المزيد من الفرضيات مثل: «أنا لست الشخص الذي ظهر في الفيديو، فقد تلاعب هؤلاء الشياطين به أيضًا!». وهكذا بوسع الشخص أن يتصدى للانتقادات الموجهة لنظريته بطرح المزيد من الفرضيات الارتجالية. ولا يمكن استبعاد تلك القائمة المطولة من الفرضيات المتشابكة إلا باستخدام نصل أوكام. عثرت دراسة عن صحة نصل أوكام التنبؤية على 32 ورقة منشورة تتضمن 97 مقارنة بين تنبؤات اقتصادية بواسطة طرق تنبؤ بسيطة وأخرى بواسطة طرق تنبؤ معقدة. لم تظهر أي ورقة منها أن الطرق المعقدة أدت إلى تحسن دقة التنبؤات، بينما أظهرت 25 ورقة أن الطرق المعقدة أدت إلى زيادة الخطأ بنسبة متوسطة قدرها 27%.

### من منطلق رياضي
يمكن تفسير صحة نصل أوكام باعتباره نتيجة مباشرة من نظرية الاحتمال. إذ أن جميع الافتراضات بطبيعتها تحمل نسبة من الخطأ المحتمل، وإذا لم يؤد هذا الفرض إلى تحسين دقة النظرية، فالتأثير الوحيد الذي سيتسبب فيه هو زيادة احتمال اكتشاف خطأ في النظرية بأكملها.
حاول عدة أشخاص اشتقاق نصل أوكام من نظرية الاحتمال، ومن بينهم هارولد جيفريز وإدوين طومسون جينس. وبجانب هؤلاء، أوضح ديفيد جيه سي ماكي الأساس الاحتمالي (البايزي) الذي يستند عليه نصل أوكام في الفصل الثامن والعشرين من كتاب نظرية المعلومات، والاستدلال، وتعلم الخوارزميات، حيث أكد على أن التحيز المسبق للنماذج البسيطة ليس ضروريًا.
عمم ويليام جيفريز وجيمز بيرجر مبدأ نصل أوكام ووضعا طريقة كمية لوصف مفهوم «الافتراضات» باعتباره مدى مواءمة النظرية المقترحة للبيانات القابلة للرصد بلا مبرر. ويرى الاثنان أن «الفرضية التي تعتمد على أقل عدد من البارامترات تتميز تلقائيًا باحتمال بعدي أفضل من غيرها، وذلك نظرًا إلى أن تنبؤاتها تتسم بالدقة». يوازن النموذج الذي اقترحه المؤلفان بين ضبط تنبؤات النظرية ودقتها، مفضلًا بذلك النظريات التي تضع تنبؤات صحيحة بدقة عالية على النظريات التي تواءم نطاق واسع من النتائج المحتملة. ويوضح ذلك العلاقة الرياضية بين المفاهيم الرئيسية في الاستدلال البايزي (ألا وهي: الاحتمال الهامشي، والاحتمال الشرطي، والاحتمال البعدي).
تُعد المفاضلة بين الانحياز والتباين إطارًا يعتمد على نصل أوكام في الموازنة بين الإفراط في المواءمة (تقليل التباين) والتقصير في المواءمة (تقليل الانحياز).